# 东沙王庄站
东沙王庄站是一个济南铁路上的铁路车站，位于山东省济南市天桥区，建于1983年，目前为四等站，邮政编码为250100。目前客运：每日曾有济南至德州的慢车停靠，该车取消后车站不再办理客运业务；不办理包裹托运；不办理货运营业。济南市的有关规划透露，东沙王庄站计划被改造为新的普速客运车站，和大明湖站一起成为济南铁路枢纽的两个辅助客运站之一。